# Свяжинит
Свяжини́т (англ. Svyazhinite) — редкий природный минерал, водный фторид-сульфат магния и алюминия из группы обертита. Был найден и описан в 1981 году Чесноковым Б. В. Обнаружен на окраине города Миасс Челябинской области. В 1983 году был зарегистрирован Международной минералогической ассоциацией (IMA 1983—045). Назван в честь советского минералога и горного инженера-геолога Свяжина Н. В. (1927—1967).

## История
Свяжинит впервые в мире был найден Чесноковым Б. В. на окраине города Миасс Челябинской области, в щебёночном карьере у кордона «Чёрная речка», на западном склоне Ильменских гор (Южный Урал), в трещине, секущей пироксен-амфиболовые фениты.
Назван в честь Свяжина Н. В. (1927—1967) — советского минералога и горного инженера-геолога (Уральский горный институт, Свердловск), специалиста по редкоземельным месторождениям, изучавшего щелочные комплексы Урала.
В 1983 году свяжинит в качестве минерального вида был утверждён Международной минералогической ассоциации (IMA) под номером 1983—045.

## Описание
Свяжинит является водным фторид-сульфом алюминия, магния и марганца. Встречается в виде желтоватых, кавернозных комков в 2-3 сантиметров в поперечнике в трещинах пиритизированных пород с флюоритом.
На стенках полостей встречаются его бесцветные, со стеклянным блеском пластинчатые кристаллы. Твёрдость — 2, как у гипса.
Свяжинит — хрупкий, легко и полностью растворяется в воде. Во влажной атмосфере расплывается, в сухой — быстро теряет часть воды, превращаясь в скрыто-кристаллическое вещество.
На вкус свяжинит жгуче-вяжущий, солоноватый.
Ассоциирует с гипсом, пиккерингитом, мелантеритом, копиапитом, эпсомитом, ярозитом, лимонитом и более ранними пиритом и флюоритом.
Кроме Ильменских гор пока нигде в мире не встречен.